# فلوريان كيلر
فلوريان كيلر (بالألمانية: Florian Keller)‏ هو لاعب هوكي الحقل ألماني، ولد في 3 أكتوبر 1981 في برلين في ألمانيا.

## وصلات خارجية
- فلوريان كيلر على موقع اللجنة الأولمبية الدولية (الإنجليزية)
- فلوريان كيلر على موقع أوليمبيديا (الإنجليزية)